# Leangen (przystanek kolejowy)
Leangen – kolejowy przystanek osobowy w Leangen, w okręgu Trøndelag w Norwegii, jest oddalony od Trondheim o 3,49 km. Stacja położona jest na wysokości 33,6 m n.p.m.

## Ruch pasażerski
Należy do linii Nordlandsbanen, Jest elementem kolei aglomeracyjnej w Trondheim i obsługuje lokalny ruch do Trondheim S i Steinkjer.  Pociągi odjeżdżają co pół godziny w godzinach szczytu i co godzinę poza szczytem.

## Obsługa pasażerów
Wiata, parking na 15 miejsc. Odprawa podróżnych odbywa się w pociągu.